# タバスコチョコレート
タバスコ スパイシーダークチョコレート（英: Tabasco Spicy Chocolate）はザ・チョコレート・トラベラーのダークチョコレートとマキルヘニー社の製造するタバスコブランドの赤唐辛子ソースを使用したチョコレートである。
日本では2017年から2018年頃にかけて大ブレイクした。

## パッケージ
タバスコソースのパッケージの「PEPPER SAUCE」の部分が「SPICY CHOCOLATE」となっている。赤いパッケージが特徴的であり、缶に1.75 ozのトライアングル型のチョコレートが8つ入っている。缶以外にもバケツ型の缶や箱に包装されている大容量バージョンもある。